# Skrzydłokwiat

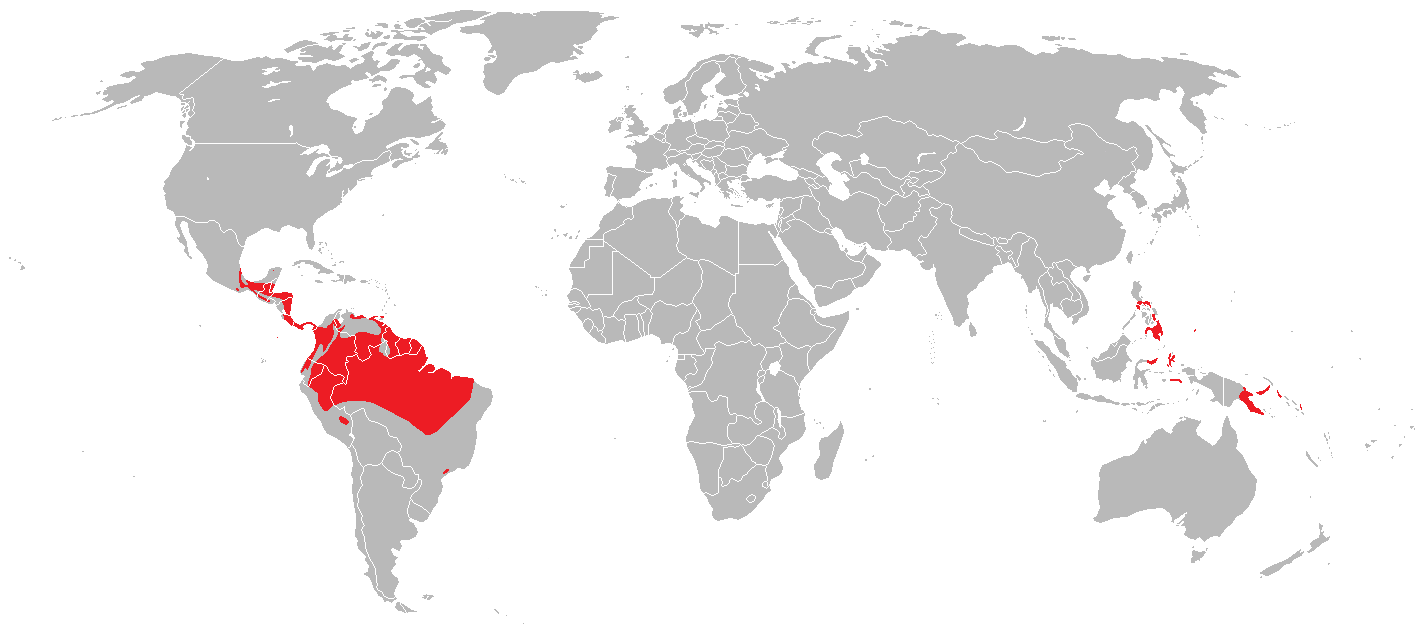
Zasięg występowania rodzaju

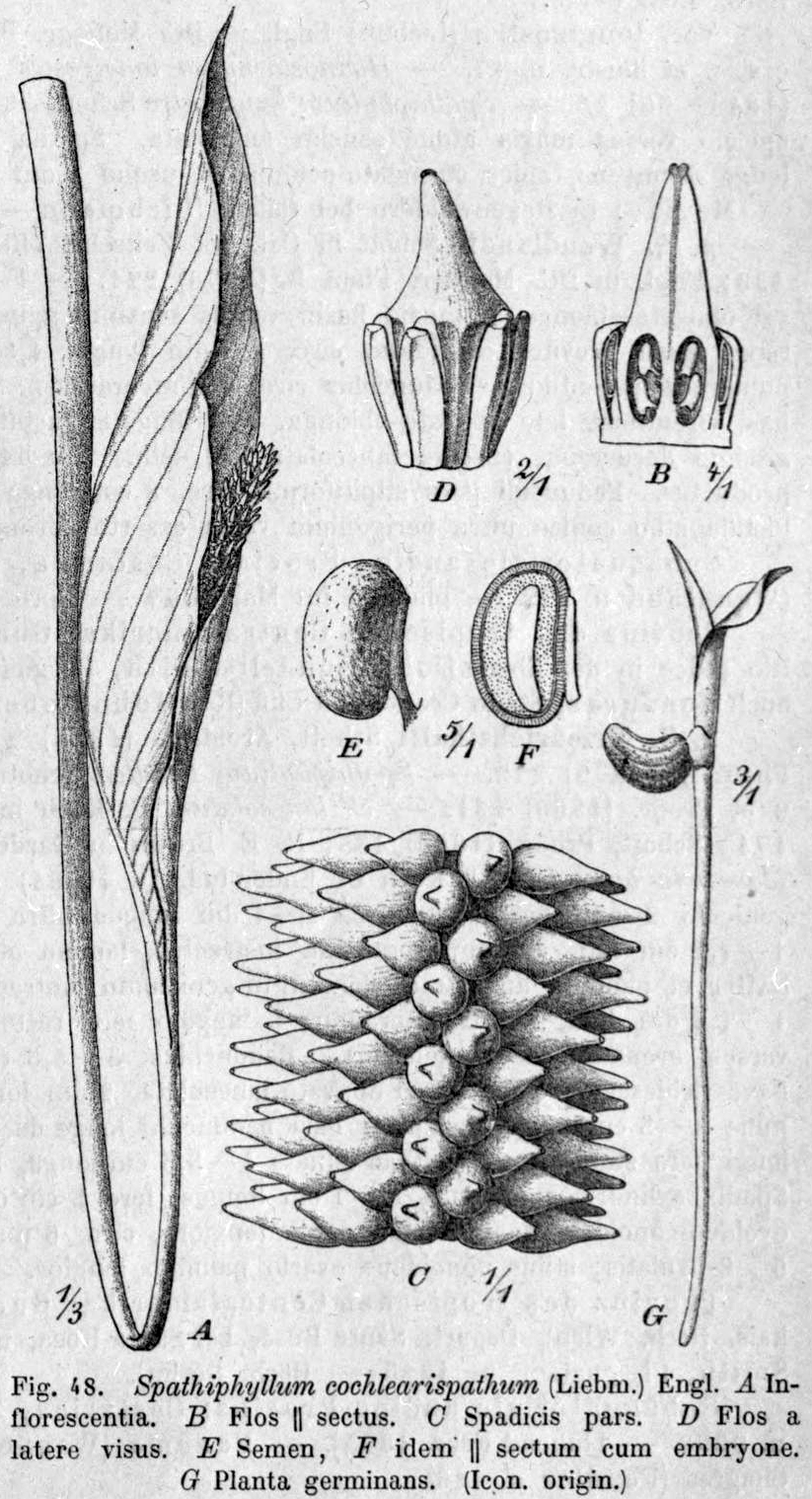
Morfologia S. cochlearispathum

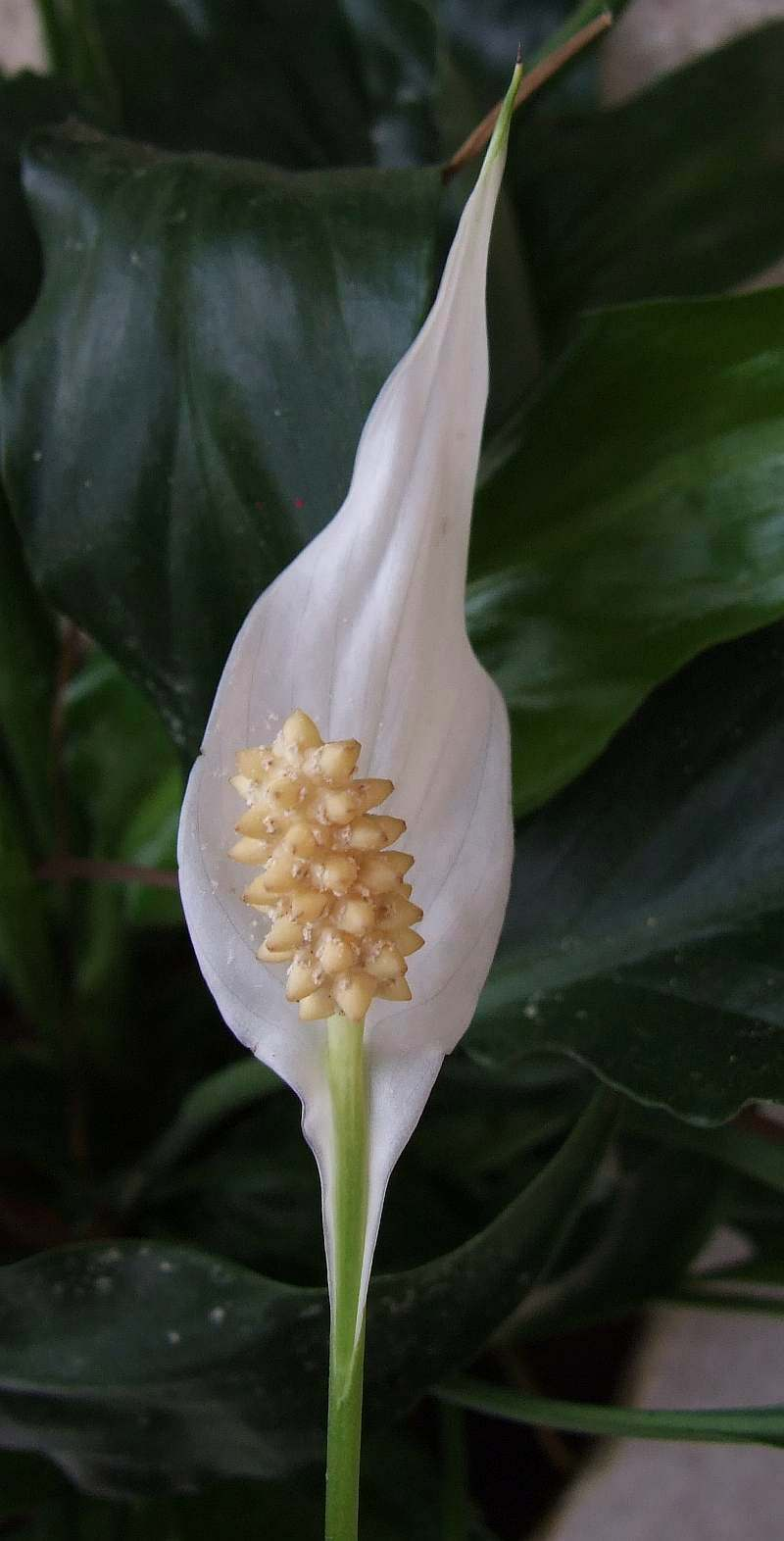
Kwiatostan skrzydłokwiatu Wallisa

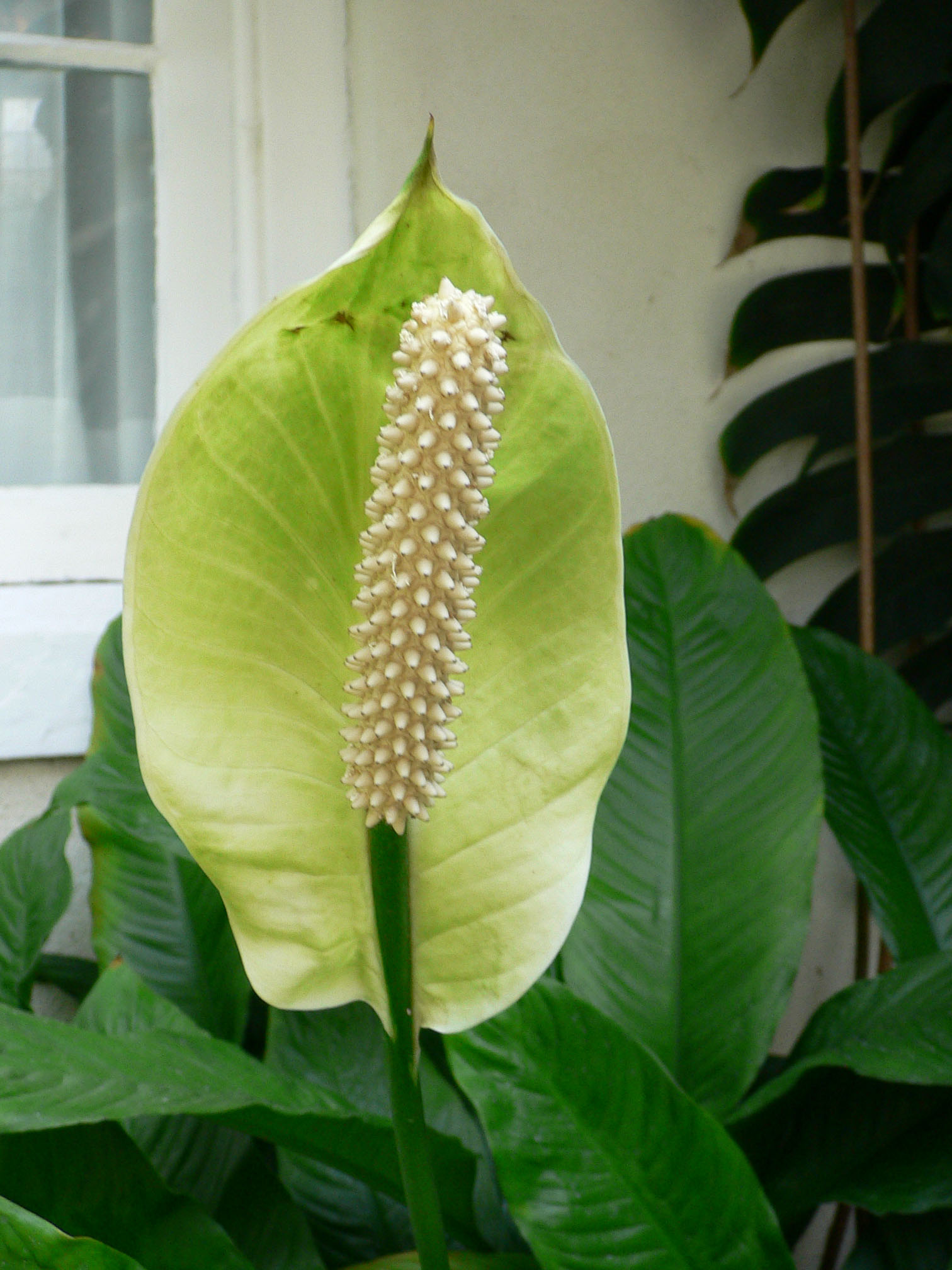
Kwiatostan skrzydłokwiatu kwiecistego

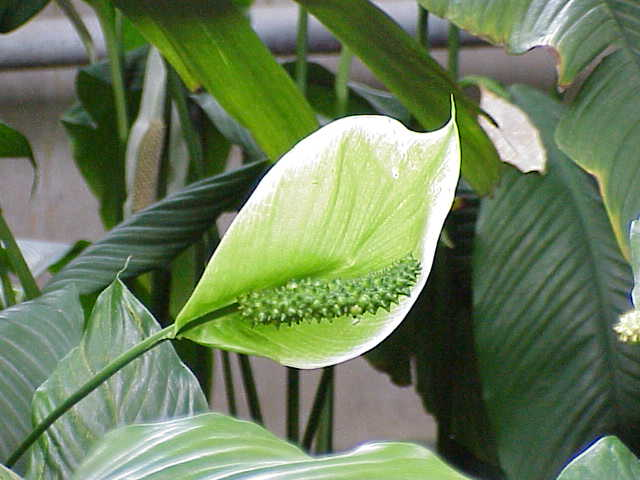
Kwiatostan Spathiphyllum cochlearispathum

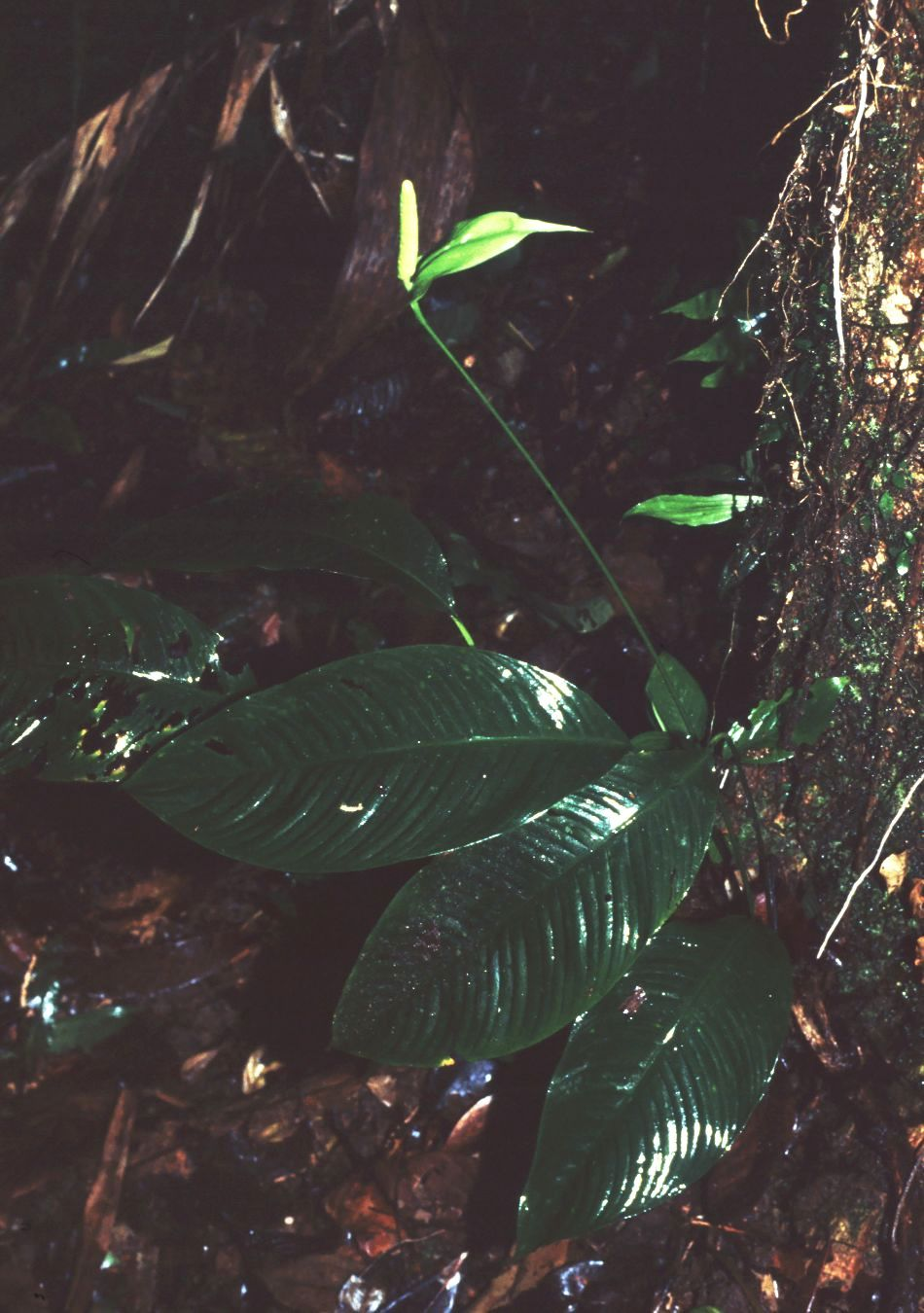
Spathiphyllum silvicola

Skrzydłokwiat, skrzydłolist (Spathiphyllum Adans.) – rodzaj roślin zielnych z rodziny obrazkowatych, obejmujący 49 gatunków pochodzących z Ameryki Środkowej i Południowej (od Meksyku do Peru i  Brazylii), Azji Południowo-Wschodniej (od Filipin i Celebesu do Nowej Gwinei) oraz z zachodniej Oceanii (Karoliny).

## Morfologia
PokrójNiskie do średniej wielkości rośliny zielne.
ŁodygaKrótka, wzniesiona lub płożąca, jedynie w przypadku S. solomonense pnąca, niekiedy tworząca rozłogi.
LiścieOgonki liściowe wierzchołkowo kolankowate, tworzące długą pochwę liściową. Blaszki liściowe lancetowate do eliptycznych, ostro-zaostrzone. Użyłkowanie pierwszorzędowe pierzaste, zbiegające się do żyłki marginalnej, nerwacja dalszego rzędu równoległo-pierzaste do siatkowatego.
KwiatyRoślina tworzy jeden kwiatostan typu kolbiastego pseudancjum. Pęd kwiatostanowy równej długości lub dłuższy od ogonków liściowych. Pochwa kwiatostanowa podłużna, eliptyczna, jajowata do odwrotnie jajowatej, ostro-zaostrzona, trwała, biała, rzadziej zielona, zieleniejąca po przekwitnięciu rośliny, z wyraźnym, pierzastym użyłkowaniem pierwszorzędowym. Kolba kwiatostanu zwykle osadzona na częściowo przyrośniętej do pochwy szypule, rzadziej siedząca, cylindryczna, wzniesiona, krótsza od pochwy. Kwiaty obupłciowe. Okwiat zbudowany z od 4 do 6 wolnych listków o ściętych wierzchołkach. Pręciki od 4 do 6, wolne, o krótkich, podłużnych i spłaszczonych nitkach i podłużno-eliptycznych do jajowatych pylnikach. Zalążnie pojedyncze, jajowate, niemal cylindryczne lub butelkowate, 3-komorowe (rzadko 2- lub 4-komorowej), zawierające w każdej komorze 2, 4, 6 lub 8 anatropowych do hemianatropowych zalążków. Szyjki słupków długie, wyrastające ponad okwiat, rzadziej krótkie i niepozorne.
OwoceOkrągłe, jajowate lub smukłe, zielonkawe jagody, zawierające od 1 do 8 nasion. Nasiona podłużne, eliptyczne do jajowatych lub nerkowatych, jasnożółte do brązowych, o obfitym bielmie.

## Biologia i ekologia
RozwójWieloletnie, wiecznie zielone rośliny zielne, hemikryptofity. Skrzydłokwiaty są zapylane przez pszczoły właściwe z plemion Euglossini i Meliponini.
SiedliskoSkrzydłokwiaty stanowią element runa wilgotnych lasów równikowych lub rzadziej lasów mglistych. Występują na stanowiskach wilgotnych, niektóre gatunki rzadko zasiedlają też głazy w strumieniach. S. solomonense jest jedynym hemiepifitycznym przedstawicielem tego rodzaju.
Cechy fitochemiczneTkanki tych roślin zawierają w idioblastach kryształy szczawianu wapnia. Ugryzienie, żucie lub spożycie tych roślin może wywołać pieczenie języka, wzmożone pragnienie, skurcze oraz zaburzenia rytmu serca.
GenetykaLiczba chromosomów 2n = 30, 60.

## Systematyka
Pozycja rodzaju według Angiosperm Phylogeny Website (aktualizowany system APG IV z 2016)Należy do plemienia Spathiphylleae, podrodziny Monsteroideae, rodziny obrazkowatych (Araceae), rzędu żabieńcowców (Alismatales) w kladzie jednoliściennych (ang. monocots).
Lista gatunków zgodnie z podziałem rodzaju na sekcje według Mayo (1997)
- sekcja Massowia (Koch) Engl. – rośliny naziemne, listki okwiatu zrośnięte
  - Spathiphyllum cannifolium (Dryand. ex Sims) Schott
  - Spathiphyllum commutatum Schott
  - Spathiphyllum laeve Engl.
- sekcja Amomophyllum (Engl.) Engl. – rośliny naziemne, listki okwiatu wolne, słupki wierzchołkowo ścięte, ledwie wystające ponad okwiat
  - Spathiphyllum cuspidatum Schott
  - Spathiphyllum floribundum (Linden & André) N.E.Br. – skrzydłokwiat kwiecisty
  - Spathiphyllum fulvovirens Schott
  - Spathiphyllum gardneri Schott
  - Spathiphyllum gracile G.S.Bunting
  - Spathiphyllum jejunum G.S.Bunting
  - Spathiphyllum juninense K.Krause
  - Spathiphyllum kalbreyeri G.S.Bunting
  - Spathiphyllum lechlerianum Schott
  - Spathiphyllum maguirei G.S.Bunting
  - Spathiphyllum minor G.S.Bunting
  - Spathiphyllum monachinoi G.S.Bunting
  - Spathiphyllum neblinae G.S.Bunting
  - Spathiphyllum patinii (R.Hogg) N.E.Br. – skrzydłokwiat kolumbijski
  - Spathiphyllum patulinervum G.S.Bunting
  - Spathiphyllum perezii G.S.Bunting
  - Spathiphyllum quindiuense Engl.
  - Spathiphyllum schomburgkii Schott
  - Spathiphyllum silvicola R.A.Baker
  - Spathiphyllum tenerum Engl.
- sekcja Dysspathiphyllum Engl. –  rośliny naziemne, listki okwiatu wolne, słupki wierzchołkowo tępe, ledwie wystające ponad okwiat
  - Spathiphyllum humboldtii Schott
- sekcja Spathiphyllum –  rośliny naziemne, listki okwiatu wolne, słupki smukłe lub stożkowate, mocno wystające ponad okwiat
  - Spathiphyllum atrovirens Schott
  - Spathiphyllum blandum Schott
  - Spathiphyllum brevirostre (Liebm.) Schott
  - Spathiphyllum cochlearispathum (Liebm.) Engl.
  - Spathiphyllum friedrichsthalii Schott
  - Spathiphyllum grandifolium Engl.
  - Spathiphyllum kochii Engl. & K.Krause
  - Spathiphyllum lanceifolium (Jacq.) Schott
  - Spathiphyllum matudae G.S.Bunting
  - Spathiphyllum ortgiesii Regel
  - Spathiphyllum phryniifolium Schott
  - Spathiphyllum wallisii Regel – skrzydłokwiat Wallisa
  - Spathiphyllum wendlandii Schott
- sekcja Chlaenophyllum – rośliny pnące
  - Spathiphyllum solomonense Nicolson
- przynależność nieustalona
  - Spathiphyllum barbourii Croat
  - Spathiphyllum bariense G.S.Bunting
  - Spathiphyllum brent-berlinii Croat
  - Spathiphyllum buntingianum Croat
  - Spathiphyllum diazii Croat
  - Spathiphyllum dressleri Croat & F.Cardona
  - Spathiphyllum grazielae L.B.Sm.
  - Spathiphyllum mawarinumae G.S.Bunting
  - Spathiphyllum montanum (R.A.Baker) Grayum
  - Spathiphyllum schlechteri (Engl. & K.Krause) Nicolson
  - Spathiphyllum uspanapaensis Matuda

## Nazewnictwo
Etymologia nazwy naukowejNazwa naukowa rodzaju pochodzi od greckich słów σπάθα (spatha – szabla) i φυλλων (phillon – liście) i odnosi się do kształtu blaszek liściowych tych roślin.
Nazwy rodzajoweRodzaj znany jest obecnie w Polsce pod nazwą skrzydłokwiat, jednak jeszcze na przełomie XIX i XX wieku opisywany był pod nazwą "skrzydłolist", zbliżoną do łacińskiej nazwy naukowej tych roślin.

## Zastosowanie
Niektóre gatunki skrzydłokwiatów są uprawiane jako rośliny ozdobne. W Polsce najbardziej znane i uprawiane to: skrzydłokwiat Wallisa oraz skrzydłokwiat kwiecisty. Obydwa gatunki są łatwe w uprawie. Osiągają wysokość ok. 35 cm, wszerz rozrastają się na ok. 1 m (np. odmiana 'Mauna Loa'). Ich walorami ozdobnymi są piękne, błyszczące liście oraz kwiatostany i owocostany. Uprawiane są jako rośliny pokojowe. Ich kwiaty czasami wykorzystywane są na kwiat cięty, w wodzie długo zachowują świeżość. Są to rośliny długowieczne, w ogrzewanej szklarni można je uprawiać przez długi okres i osiągają znaczne rozmiary, w mieszkaniu jednak po kilku latach uprawy stają się nieładne i lepiej jest je co 3–4 lata odnowić. Nadają się dobrze do uprawy hydroponicznej, bywają też uprawiane jako rośliny akwariowe.

## Uprawa
WymaganiaZiemia powinna być żyzna, próchniczna. Roślina lubi średnie temperatury: latem 18–25 °C, zimą min. 16 °C. Najlepiej rośnie w zacienionych miejscach, w zbyt jasnych liście zmieniają kolor na bladozielone i roślina wolno rośnie. Podlewanie umiarkowane, miękką wodą o temperaturze pokojowej. Zbyt intensywne powoduje żółknięcie i więdnięcie liści. Roślina lubi dużą wilgotność powietrza i zraszanie w czasie upałów. Przecinanie nie jest potrzebne.
PielęgnacjaW lecie nawozi się co 2 tygodnie rozpuszczonym nawozem wieloskładnikowym, stosując niewielką jego dawkę. W zimie roślina wymaga zraszania, dobrze też jest ustawić doniczkę w większym pojemniku ze stale wilgotnym torfem. Zakurzone liście przeciera się wilgotną szmatką. Przesadzanie corocznie w miesiącach luty–marzec.
RozmnażanieNajłatwiej przez podział rozrośniętych roślin. Można też przez wysiew nasion w mnożarce, pod przykryciem (folia, szkło) w temperaturze 21 °C.